# Araucaria scopulorum
Araucaria scopulorum es una especie de conífera perteneciente a la familia Araucariaceae, es endémica de Nueva Caledonia. Está considerada en peligro de extinción por la pérdida de hábitat. 

## Hábitat
Esta especie está restringida a dos áreas principales en el noroeste y el centro de la costa noreste. La presencia más al sur se encuentra cerca de Thio en el sur y el norte de la mayoría se encuentra en el macizo del Poum. La más grande está en la península de Cap-Bocage cerca Houaïlou. La especie se encuentra en altitudes que van desde los 5 hasta 600 metros.

## Descripción
Alcanza un tamaño de 10 a 20 metros de altura. Tiene las hojas estrechas, como punzones; y conos de menos de 12 cm de diámetro; la germinación de semillas es epígea.

## Taxonomía
Araucaria scopulorum fue descrita por David John de Laubenfels y publicado en Travaux du Laboratorie Forestier de Toulouse 1,8(5): 1, en el año 1969.
Etimología
Araucaria: nombre genérico geográfico que alude a su localización en Arauco.
scopulorum: epíteto latino que significa "de los acantilados".
Sinonimia
- Araucaria bernieri var. pumilio Silba
- Eutassa scopulorum (de Laub.) de Laub.	[4][5][6]